# Irenaella kalypso
Irenaella kalypso är en insektsart som beskrevs av Rauno E. Linnavuori 1977. Irenaella kalypso ingår i släktet Irenaella och familjen dvärgstritar. Inga underarter finns listade i Catalogue of Life.